# Tjóðveldi
A Tjóðveldi (Köztársaság, 2007 szeptembere előtt Tjóðveldisflokkurin, Köztársaság Párt) egy feröeri politikai párt. Fő célja a Dániától független Feröeri Köztársaság megteremtése. Legjelentősebb aktív politikusa Høgni Hoydal.

## Történelem
A pártot 1948-ban alapították, amikor az 1946-os függetlenségi népszavazás eredményétől eltérően, kompromisszumos megoldásként Feröer csak autonómiát kapott. A párt 1950-ben jutott be a Løgtingbe, ahol azóta a négy nagy párt egyikének számít.
A 2004-es választásokon 8 helyet szereztek a Løgtingben, és így a legerősebb frakciót alkották, mégis ellenzékben maradtak. A 2007-es dániai parlamenti választásokon a feröeri szavazatok 25,4%-ának megszerzésével 1 mandátumhoz jutottak a Folketingben. A 2008-as Løgting-választásokon a szavazatok 23,3%-ával 8 képviselői helyhez jutottak, és beléptek a Jóannes Eidesgaard vezette kormánykoalícióba.

### Pártelnökök
Pártelnökök 1994 óta:
- Heini O. Heinesen (1994–1998)
- Høgni Hoydal (1998–)

## Politika
A párt célja egy független Feröeri Köztársaság létrehozása, valamint egy befogadó társadalom kialakítása, ahol mindenki egyenlő jogokkal bír. Egyetlen személy vagy társadalmi osztály sem kaphat különleges jogokat az ország erőforrásainak birtoklására vagy megszerzésére, és minden feröeri egyenlő jogokkal és kötelezettségekkel rendelkezik a társadalom felé.
A Tjóðveldi egész politikáját a nemzetközi jogi, gazdasági, társadalmi és kulturális egyenlőség víziójára építi:
- a feröeri népnek egyenjogúnak kell lennie nemzetközi jogi szempontból;
- Feröer minden lakójának egyenlő jogai kell legyenek az oktatás, az üzlet, a társadalombiztosítás, az egészségügy, a lakhatás és a munka területén;
- Feröernek modern társadalomként kell fejlődnie a világgazdaságban, és a feröeri kultúrát folyamatosan erősíteni kell, hogy részt vehessen a modern világban.

A Tjóðveldi történelmileg kiállt a halászok és a munkások szociális jogaiért, és legújabb programjában egy közös, Feröer minden foglalkozási csoportjára kiterjedő nyugdíjrendszer felállítását javasolja.
A helyi önkormányzati rendszerben a községeknek jóval szélesebb feladatokat adna, különösen szociális kérdésekben, és a községeknek szorosabban együtt kellene működniük regionális szinten.
Gazdaságpolitikájában az elmúlt években a köz- és magánvállalkozás szigorúbb szétválasztását támogatta, és az ipar állami támogatásának csökkentését szorgalmazta, mivel a párt álláspontja szerint ez volt az 1980-as évek feröeri pénzügyi összeomlásának legfőbb oka.
Világos kereteket szeretne adni az üzleti életnek, amely állami támogatás nélkül működne. A közszférának viszont a vállalkozásoktól és személyektől beszedett progresszív és igazságos adókból a szociális és egészségügyi ellátás, a kulturális intézmények és az infrastruktúra célzott bővítésére kellene törekednie. Különösen az oktatási és kutatási intézmények szerepe fontos, hogy nemzetközi együttműködés révén modernizálják Feröer gazdaságát.
Külpolitikai téren a párt szerint Feröernek teljes felelősséget kellene kapnia a külkapcsolatokban, és az ENSZ, az Északi Tanács, az Európa Tanács és más nemzetközi szervezetek független tagjává kellene válnia.
Álláspontja szerint Feröernek kívül kellene maradnia az Európai Unión, és inkább egy észak-atlanti együttműködésben kellene részt vennie Grönland, Izland és Norvégia mellett, amely együttműködési megállapodást köthetne az EU-val, és felléphetne a tengeri erőforrások fenntartható kezelése, valamint a tengeri környezet hatékony védelme érdekében. 
A párt a feröeri függetlenség elérését egy „szervezett autonómia”-program mentén képzeli el, melynek főbb elemei a következők:
- a feröeri alkotmány elfogadása;
- minden dán támogatás visszavonása vagy fokozatos leépítése;
- minden, jelenleg Dánia által irányított feladatkör átvétele;
- népszavazás Feröer függetlenségéről.[1]

### Külső hivatkozások
- Hivatalos honlap (feröeri)